# Miejski radca budowlany
Miejski radca budowlany (niem. Stadtbaurat) – w miastach niektórych krajów niemieckich decernent w administracji budowlanej. Miejscy radcy budowlani, w polskiej literaturze określani również jako architekci miejscy, zasiadali dawniej w magistratach w Prus, a obecnie nadal w Bawarii.
Zawodowi radcy miejscy pojawili się wraz z reformami samorządowymi Steina. W tym czasie powołano też pierwszych radców do spraw budownictwa czy architektury. Z wykształcenia byli oni zwykle architektami albo inżynierami budownictwa lądowego lub wodnego. Miejscy radcy budowlani jako członkowie zarządu miasta otrzymywali często wynagrodzenie niewiele niższe od burmistrzów i nadburmistrzów; niekiedy posiadali równolegle rangę burmistrza.
Zakres uprawnień i zadań miejskich radców budowlanych był niegdyś stosunkowo rozległy, jednak zmieniał się z upływem czasu i wobec przemian politycznych. Obejmował zazwyczaj nadzór nad policją budowlaną (tj. urzędem wydającym pozwolenia na budowę), planowanie urbanistyczne, a także nierzadko osobiste zaangażowanie w projekty i nadzór realizacyjny komunalnych inwestycji budowlanych, takich jak kanalizacja, wodociągi, budynki ratuszy, szkół, szpitali, kaplic cmentarnych itp., przy czym ta ostatnia, techniczna funkcja stanowiła początkowo najważniejsze zajęcie (stąd też równolegle funkcjonujące określenie Stadttechniker – technik miejski). Od początku XX w., a zwłaszcza w okresie po I wojnie światowej punkt ciężkości przeniósł się na kierowanie rozwojem miasta poprzez organizowanie budownictwa komunalnego oraz planowanie przestrzenne (wpierw metodą planów regulacyjnych, później z wykorzystaniem planów strefowych i planów zagospodarowania przestrzennego). Z czasem urząd radcy budowlanego ewoluował w kierunku stanowiska ściśle politycznego, obsadzanego przez aktywistów różnych partii, od których nie wymaga się szczegółowej wiedzy fachowej. W końcu XX w. zadania radcy budowlanego, wobec spadku aktywności budowlanej silnie uszczuplone, łączono też z innymi (np. ze sprawami socjalnymi lub bezpieczeństwa).
Obecnie w większości miast niemieckich stosuje się tytuł decernenta budowlanego (Baudezernent) lub decernenta planistycznego (Planungsdezernent).